# Cantonul Ajaccio-7
Cantonul Ajaccio-7 este un canton din arondismentul Ajaccio, departamentul Corse-du-Sud, regiunea Corsica, Franța.

## Comune
| Comune        | Populație (1999) | Cod poștal | Cod INSEE |
| ------------- | ---------------- | ---------- | --------- |
| Afa           | 2 888            | 20167      | 2A001     |
| Ajaccio       | 66 245 (1)       | 20000      | 2A004     |
| Alata         | 3 076            | 20167      | 2A006     |
| Appietto      | 1 619            | 20167      | 2A017     |
| Bastelicaccia | 3 518            | 20129      | 2A032     |
| Villanova     | 348              | 20167      | 2A351     |